# 昭和製陶
昭和製陶株式会社（しょうわせいとう、Showa seito co.,ltd. ）は1927年（昭和2年）に創業した岐阜県土岐市の食器メーカー。ストーンウェアが主な製品である。
土岐市の陶商加藤宮蔵は、地元の駄知町に豊富にある鉄分を含んだ有色粘土に着目し、これを用いたタイルなど炻器の製造を思い立った。この際に土岐郡立陶器工業学校（現・岐阜県立多治見工業高等学校）の校長を以前に務めた熊沢次郎吉に相談し、同校の卒業生である千村扶重を助手として製品化を目指して研究を重ねた。1927年（昭和2年）に商品化のめどが付き、共同出資により昭和製陶会社として創業した。これに伴い、加藤が全体の責任者、千村は技術責任者となった。当初は植木鉢、火鉢などを製造していたが、後に柳川鍋がヒットした。
近年では1993年に日本の陶磁器メーカーとして初めて中国で合弁工場を設立した。その後もショールームや物流拠点を設けるなど、中国での事業を活発化させている。
2004年９月時計のセイコーから子会社であるサンゴーUSAの株式を買収、2005年3月同じく日本の三郷陶器の全株を買収し日中での製造、日米での販売体制を構築した。